# Стометь
Стометь — река в Починковском районе Смоленской области России. Правый приток Остра, самый крупный. Длина — 61 км. Площадь бассейна — 587 км².
Направление течения: северо-запад, потом юг, юго-восток. Пойма ярко выраженная с обилием стариц.
Исток у деревни Заборье на северо-западе Екимовичской возвышенности. Пересекает автодорогу А141 Орёл — Витебск у деревни Слобода. Устье у деревни Печкуры.
Притоки справа: Беличок, Стомятка, Чепенка, Гарспия.

## Достопримечательности
- В 3 км восточнее деревни Деребуж возле устья реки — комплекс археологических памятников:
  - Стоянка эпохи неолита на мысу Стомети при впадении её в Остёр, относится к 3-му тысячелетию до н. э.
  - Селище тушемлинских племён на этом же мысу V—VII века.
  - Городище XI века на правом берегу Стомети.
  - Курганы на обоих берегах реки.